# 正平 (日本)
正平 (しょうへい、旧字体：正平󠄁)は、日本の南北朝時代の元号の一つ。南朝方で使用された。興国の後、建徳の前。1346年から1370年までの期間を指す。この時代の天皇は南朝方が後村上天皇、長慶天皇。北朝方が光明天皇、崇光天皇、後光厳天皇。室町幕府将軍は足利尊氏、足利義詮、足利義満。
昭和、明治、応永、平成、延暦に次ぎ、歴代で6番目に長い元号である。一世一元の制制定以前の元号では3番目に長い。

## 改元
- 興国7年12月8日（ユリウス暦1347年1月20日） 改元
- 正平25年7月24日（ユリウス暦1370年8月16日） 建徳に改元

## 正平年間の出来事
6年（北朝観応2年、1351年）
- 正平の一統（南北朝の一時的統一）。北朝が廃され、南朝のみとなる。

7年（北朝文和元年、1352年）
- 北朝が復活し、正平の一統が終了。

16年（北朝康安元年、1361年）
- 6月24日、正平地震。『太平記』などに記される大地震（南海トラフの巨大地震と推定されている）。

## 西暦との対照表
| 正平 | 元年     | 2年     | 3年      | 4年     | 5年      | 6年      | 7年      | 8年     | 9年     | 10年    |
| ---- | -------- | ------- | -------- | ------- | -------- | -------- | -------- | ------- | ------- | ------- |
| 西暦 | 1346年   | 1347年  | 1348年   | 1349年  | 1350年   | 1351年   | 1352年   | 1353年  | 1354年  | 1355年  |
| 北朝 | 貞和2年  | 貞和3年 | 貞和4年  | 貞和5年 | 観応元年 | 観応2年  | 文和元年 | 文和2年 | 文和3年 | 文和4年 |
| 干支 | 丙戌     | 丁亥    | 戊子     | 己丑    | 庚寅     | 辛卯     | 壬辰     | 癸巳    | 甲午    | 乙未    |
| 正平 | 11年     | 12年    | 13年     | 14年    | 15年     | 16年     | 17年     | 18年    | 19年    | 20年    |
| 西暦 | 1356年   | 1357年  | 1358年   | 1359年  | 1360年   | 1361年   | 1362年   | 1363年  | 1364年  | 1365年  |
| 北朝 | 延文元年 | 延文2年 | 延文3年  | 延文4年 | 延文5年  | 康安元年 | 貞治元年 | 貞治2年 | 貞治3年 | 貞治4年 |
| 干支 | 丙申     | 丁酉    | 戊戌     | 己亥    | 庚子     | 辛丑     | 壬寅     | 癸卯    | 甲辰    | 乙巳    |
| 正平 | 21年     | 22年    | 23年     | 24年    | 25年     |          |          |         |         |         |
| 西暦 | 1366年   | 1367年  | 1368年   | 1369年  | 1370年   |          |          |         |         |         |
| 北朝 | 貞治5年  | 貞治6年 | 応安元年 | 応安2年 | 応安3年  |          |          |         |         |         |
| 干支 | 丙午     | 丁未    | 戊申     | 己酉    | 庚戌     |          |          |         |         |         |